# سون یون جه
سون یون-جه (به انگلیسی: Son Yeon-Jae) (به کره‌ای: 손연재) ژیمناست ریتمیک زادهٔ ۲۸ مهٔ ۱۹۹۴ میلادی اهل کشور کره جنوبی است. او در ۲۲ سالگی بازنشستگی خود را اعلام کرد. او همچنین عضو سابق تیم ملی ژیمناستیک کره‌ی جنوبی است. او قهرمان بازی‌های آسیایی ۲۰۱۴، دارنده‌ی مدال برنز بازی‌های آسیایی ۲۰۱۰، و برنده‌ی سه سال (۲۰۱۳، ۲۰۱۵، ۲۰۱۶) مسابقات قهرمانی ژیمناستیک آسیا است. یون-جه در کشور روسیه آموزش دیده است.